# The Shard
The Shard je hotelski, stanovni i poslovni neboder smješten u Londonu, u Engleskoj.

## Vanjske poveznice
- | Logotip Zajedničkog poslužitelja | Zajednički poslužitelj ima još gradiva o temi The Shard |
- Službena stranica (engl.)